# Utetheisa pectinata
Utetheisa pectinata är en fjärilsart som beskrevs av George Francis Hampson 1907. Utetheisa pectinata ingår i släktet Utetheisa och familjen björnspinnare. Inga underarter finns listade i Catalogue of Life.